# Liquidacionisme
En teoria Leninista, el liquidacionisme (rus: Ликвидаторство) és l'abandonament ideològic (liquidació) del programa del partit avanguardista, totalment o parcial, per membres del partit.

## Concepte
Segons el que va escriure el 1909 el dirigent bolxevic Vladimir Lenin, el liquidacionisme "consisteix ideològicament en la negació de la lluita de classes revolucionària del proletariat socialista en general, i en la denegació de la dictadura del proletariat".
Nikolai Rojkov va ser identificat per Lenin com a liquidacionista.
En les conclusions de la simposi de 1914 Marxisme i Liquidacionisme, Lenin va fer la distinció entre "liquidacionisme d'esquerres," el qual "s'inclina cap a l'anarquisme, i "liquidacionisme de dretes," el qual és "liquidacionisme pròpiament dit" i "s'inclina cap al liberalisme."

## Ús actual
El terme és encara utilitzat en discussions ideològiques modernes de l'esquerra comunista.